# Van aangezicht tot aangezicht
Van aangezicht tot aangezicht (Zweeds: Ansikte mot ansikte) is een Zweedse dramafilm uit 1976 onder regie van Ingmar Bergman.

## Verhaal
Jenny Isaksson is een succesvol psychiater. In haar contact met patiënten wordt ze almaar meer geconfronteerd met eigen frustraties en jeugdtrauma's. Haar vriendschap met een homoseksuele arts biedt troost, maar houdt haar niet af van een zelfmoordpoging.

## Rolverdeling
| Acteur             | Personage          |
| ------------------ | ------------------ |
| Liv Ullmann        | Dr. Jenny Isaksson |
| Erland Josephson   | Dr. Tomas Jacobi   |
| Aino Taube         | Grootmoeder        |
| Gunnar Björnstrand | Grootvader         |
| Kristina Adolphson | Zuster Veronica    |
| Marianne Aminoff   | Moeder van Jenny   |
| Gösta Ekman        | Mikael Strömberg   |
| Helene Friberg     | Anna               |
| Ulf Johansson      | Helmuth Wankel     |
| Sven Lindberg      | Man van Jenny      |
| Jan-Eric Lindquist | Vader van Jenny    |
| Birger Malmsten    | Verkrachter        |
| Sif Ruud           | Elisabeth Wankel   |
| Göran Stangertz    | Verkrachter        |